# 16069 Marshafolger
16069 Marshafolger è un asteroide della fascia principale. Scoperto nel 1999, presenta un'orbita caratterizzata da un semiasse maggiore pari a 2,5331526 au e da un'eccentricità di 0,1810150, inclinata di 5,33261° rispetto all'eclittica.
L'asteroide è dedicato all'insegnante statunitense Marsha Folger.